# 千葉県道179号船橋行徳線
千葉県道179号船橋行徳線（ちばけんどう179ごう ふなばしぎょうとくせん）は、千葉県船橋市西船の国道14号との交点を起点とし、京葉道路原木インターチェンジを経て、千葉県市川市稲荷木の千葉県道6号市川浦安線との交点を終点とする一般県道である。
江戸川に妙典橋の建設に伴い、既存の市道や新たに県道に昇格した別経路が2010年頃から発生し、市販されている地図でも同時に新規の別経路が書き込まれた。

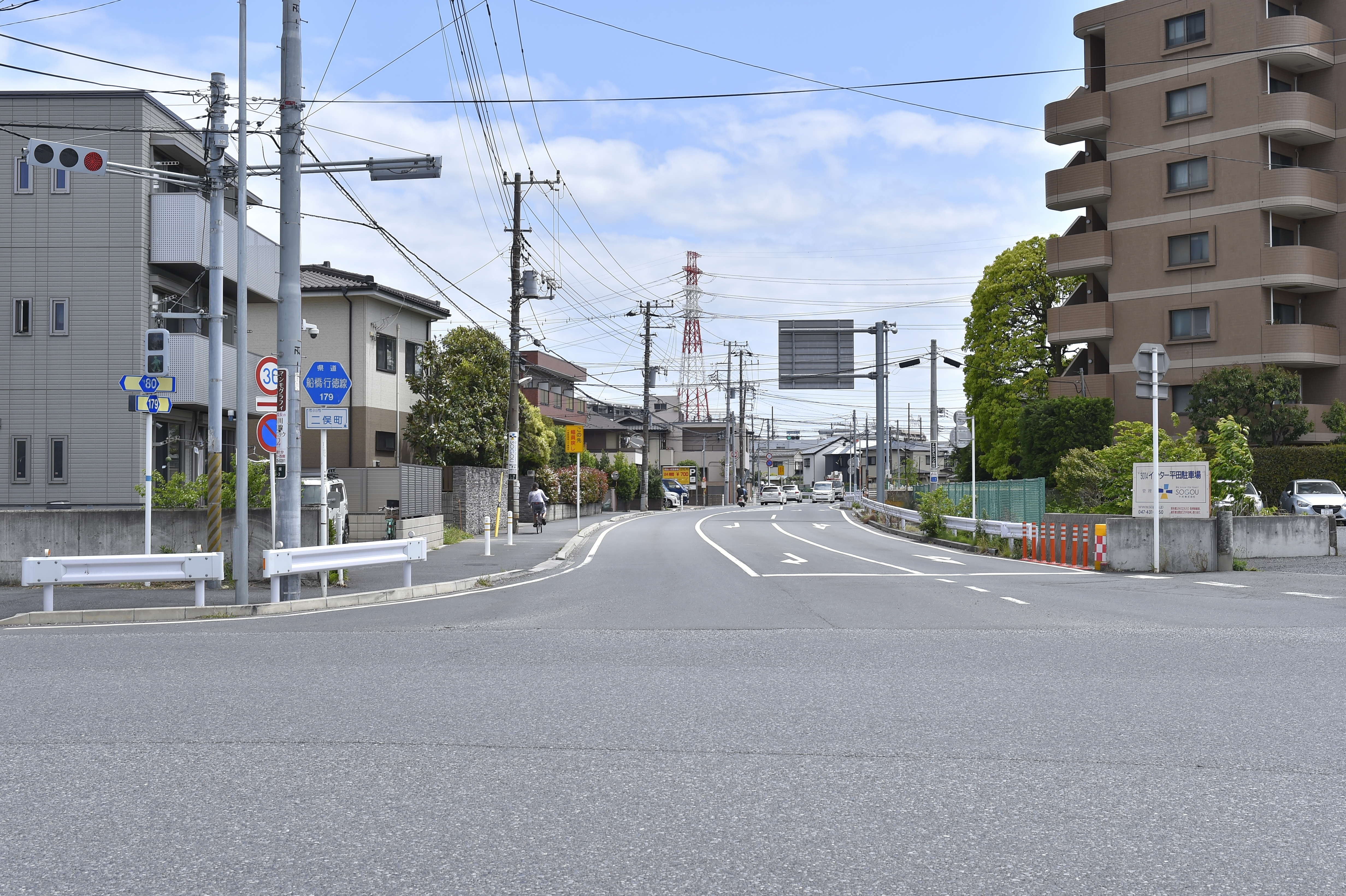
千葉県道179号船橋行徳線
市川市二俣（2023年4月）

妙典橋は2019年3月26日に開通した。

## 路線データ

### 本線
- 起点：船橋市西船4丁目（国道14号交点）
- 終点：市川市稲荷木2丁目（千葉県道6号市川浦安線交点、行徳橋北詰）

### 支線
- 起点：市川市田尻2丁目（本線交点）
- 終点：市川市妙典5丁目

- 総延長：*.* km（葛南土木事務所管内：*.* km）
- 重用延長：*.* km（葛南土木事務所管内：*.* km）
- 実延長：6.713 km（葛南土木事務所管内：6.713 km[2]）

## 重複するおもな道路
- 千葉県道180号松戸原木線（市川市二俣 - 市川市原木、京葉道路原木IC）

## 地理

### 通過する自治体
- 千葉県
  - 船橋市 - 市川市

### 交差する道路

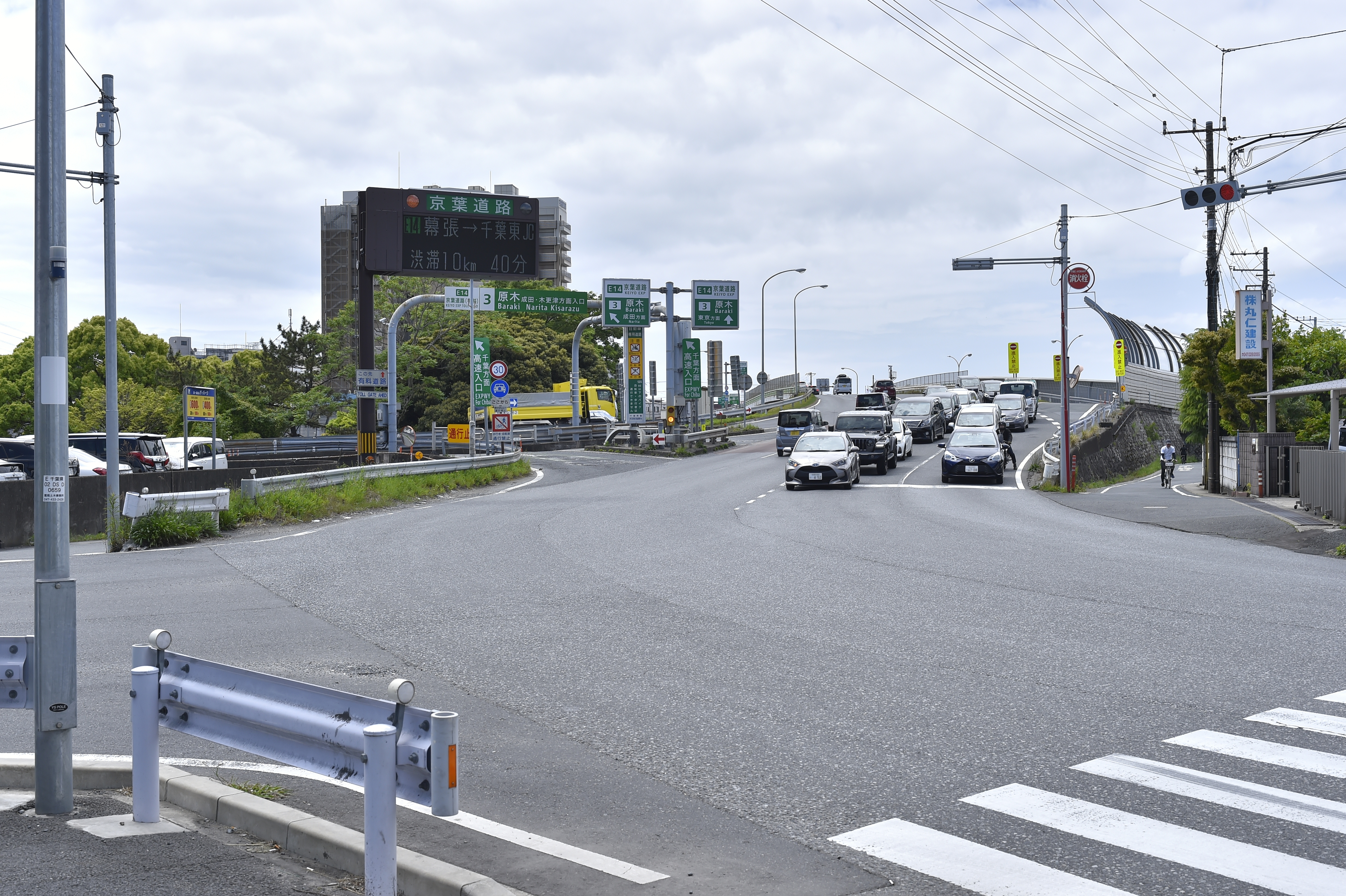
原木インターチェンジ入口（市川市二俣）

#### 本線
- 国道14号（船橋市西船、起点）
- 千葉県道180号松戸原木線（市川市二俣）
- E14京葉道路（市川市原木、原木IC）
- 千葉県道179号船橋行徳線（支線）（市川市田尻）
- 国道298号（市川市田尻）
- 千葉県道6号市川浦安線（市川市稲荷木、終点）

#### 支線
- 国道298号（市川市高谷、市川IC南交差点）

### 沿線
- 西船橋駅 -  JR総武線・ JR武蔵野線・ JR京葉線・ 東京メトロ東西線・ 東葉高速鉄道線
- 原木中山駅 -  東京メトロ東西線

## 計画
妙典橋の高谷側に位置する市川南と京葉道路原木インターチェンジ付近をショートカットする道路の計画が掲載されている。